# Meltausjoki
Der Meltausjoki ist ein wichtiger linker Nebenfluss des Ounasjoki in Finnisch-Lappland.
Er hat seinen Ursprung im See Unari.
Von dort fließt er in überwiegend südwestlicher Richtung. Sein Oberlauf heißt Unarinköngäs.
Nach 46 km erreicht er den Ounasjoki, einen rechten Nebenfluss des Kemijoki.
Das Einzugsgebiet umfasst 1787 km².
Die Quellflüsse Moulusjoki und Ulingasjoki speisen den Unari. 